# Thal
Thal (sídlo v Rakousku poblíž Štýrského Hradce) (vyslovováno [taːl]) je městys v Rakousku a předměstí Štýrského Hradce. Vesnice leží 3 km od okraje Štýrského Hradce. Počet obyvatel je přibližně 2 300. Vesnice má moderní kostel – kostel sv. Jakuba.
Vesnice je nejvíce známa jako rodiště Arnolda Schwarzeneggera. Schwarzenegger zde žil do svých 19 let a později zde ve svém rodném domě otevřel Muzeum Arnolda Schwarzeneggera.

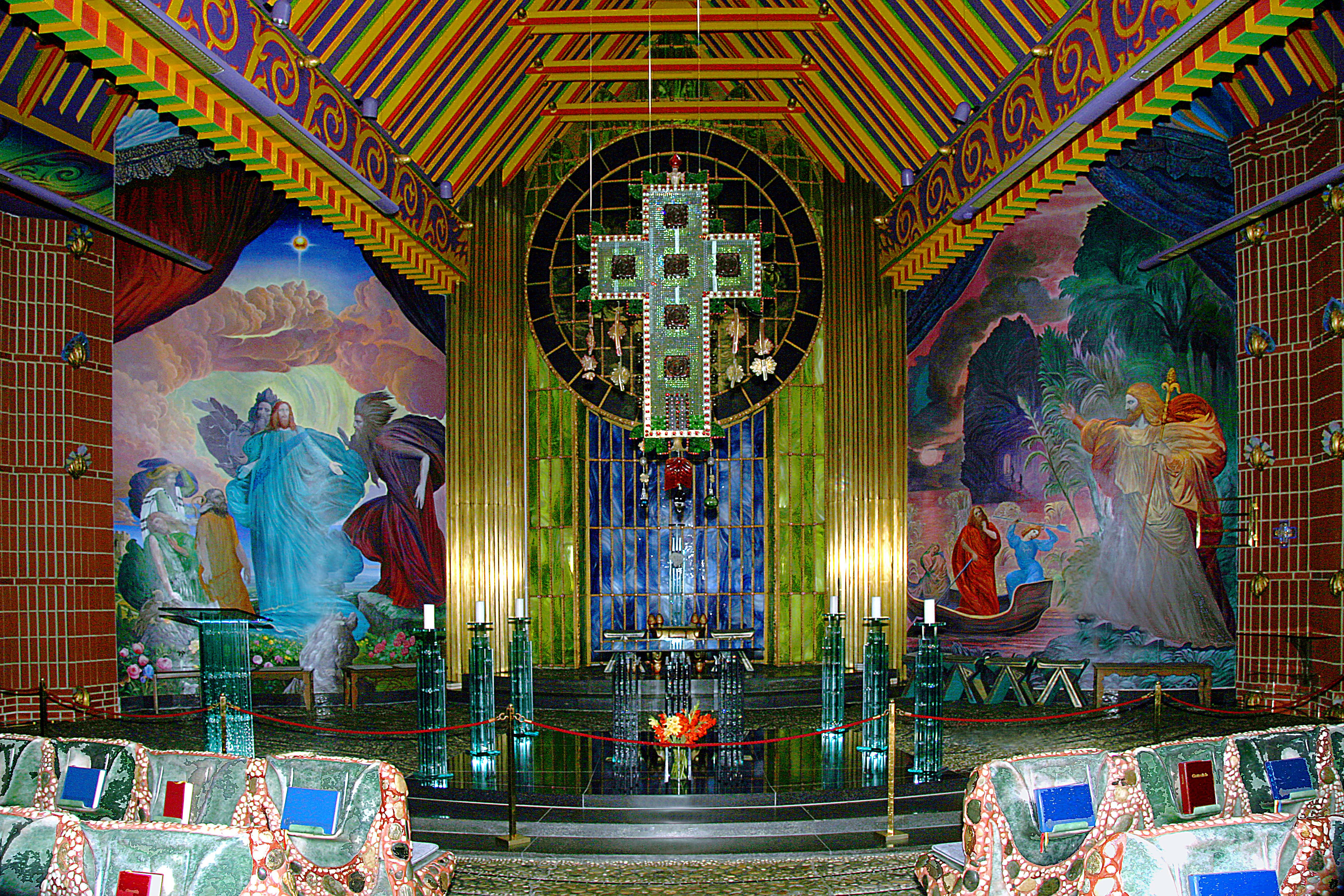
Interiér kostela

## Demografie
|          | 1869 | 1880 | 1890 | 1900 | 1910 | 1923 | 1934 | 1939 | 1951  | 1961  | 1971  | 1981  | 1991  | 2001  | 2015  |
| -------- | ---- | ---- | ---- | ---- | ---- | ---- | ---- | ---- | ----- | ----- | ----- | ----- | ----- | ----- | ----- |
| Populace | 854  | 825  | 895  | 860  | 813  | 928  | 874  | 863  | 1 132 | 1 248 | 1 402 | 1 639 | 1 925 | 2 138 | 2 265 |